# Fynn Schott
Fynn Schott (nacido en Fürstenfeld el 13 de abril de 2006) es un jugador de baloncesto austríaco que juega de ala-pívot en el Club Baloncesto Gran Canaria II de la Liga LEB Plata española.

## Trayectoria
Nacido en Fürstenfeld, es un ala-pívot formado en las categorías inferiores del BSC Raiffeisen Panthers Fürstenfeld con el que llegó a jugar en categorías formativas desde 2021 a 2023.
En la temporada 2023-24, firma por el Club Baloncesto Gran Canaria para formar parte de su equipo juvenil. En abril de 2024, disputaría el Torneo Adidas Next Generation de la Euroliga en París y fue incluido en el quinteto ideal del torneo. 
En la temporada 2024-25, sería asignado al Club Baloncesto Gran Canaria II de la Segunda FEB española, en el que promedia en Liga Regular 8.2 puntos y 7.3 rebotes por encuentro, con un triple-doble (21+13+10) en la jornada 26 de liga regular. 

### Internacional
En agosto de 2024, disputó el Europeo Sub-18 "B" con la Selección de baloncesto de Austria, con la que logró el ascenso a la categoría A del baloncesto continental.
En 2025, debutaría con la Selección de baloncesto de Austria en los partidos clasificatorios para el Mundial de baloncesto 2027.